# Berliner Bürgerbräu

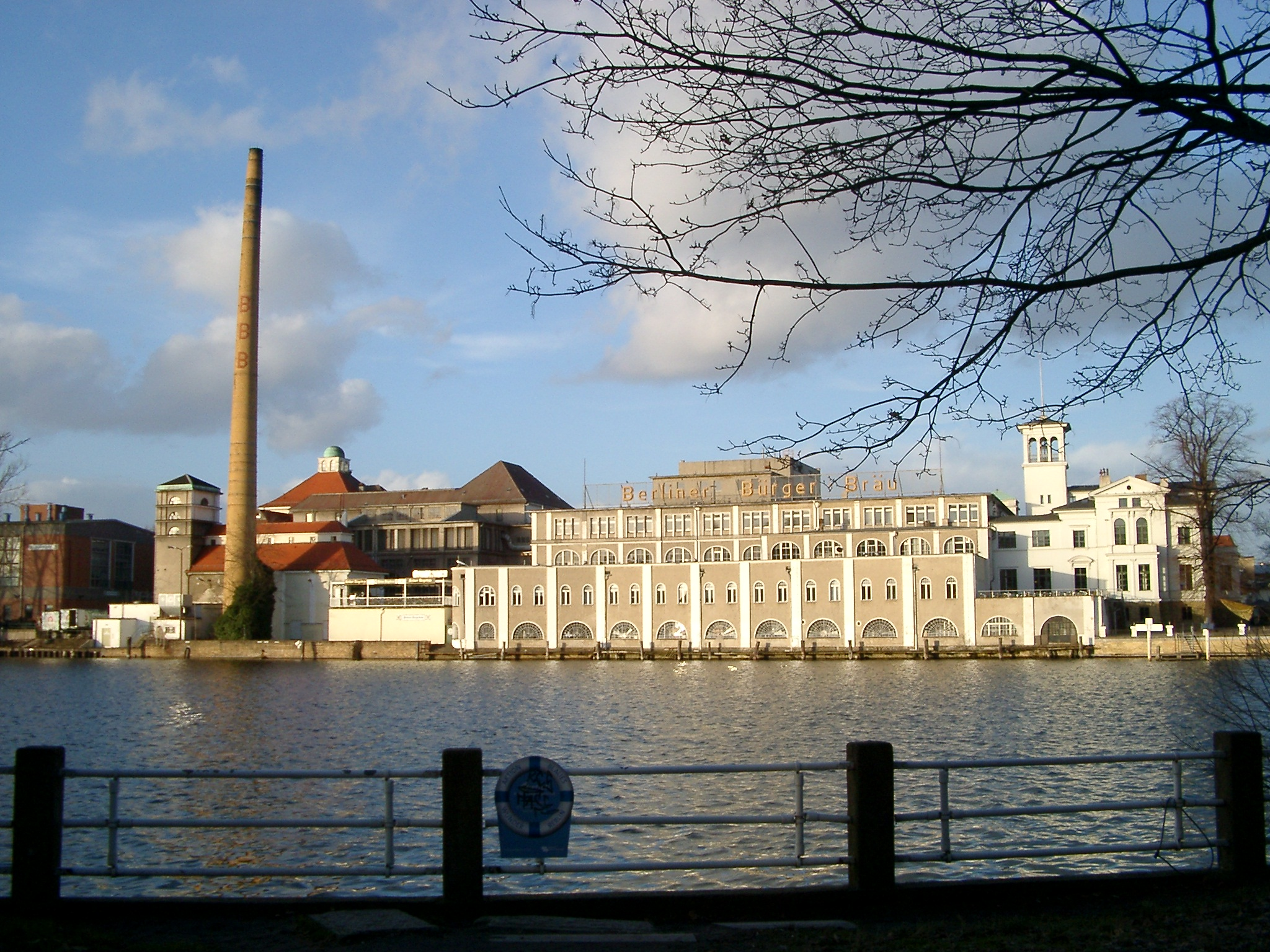
Bryggeribyggnaden vid floden Spree.

Berliner Bürgerbräu var ett bryggeri i stadsdelen Friedrichshagen i Berlin som lades ner 2010. Märket Berliner Bürgerbräu bryggs idag av Berliner-Kindl-Schultheiss-Brauerei (Radeberger Gruppe).
Berliner Bürgerbräu grundades 1869 och växte till ett av de större bryggerierna i Berlin med omnejd. Efter andra världskriget förstatligades företaget 1949 och ingick från 1969 i VEB Getränkekombinat Berlin men återprivatiserades 1990.